# Liliana Gonzalías
Liliana L. Gonzalías es una nadadora argentina retirada. Participó en Juegos Panamericanos y en los Juegos Olímpicos de Londres 1948.

## Resultados

### Juegos panamericanos
- 1955: 3º puesto en 4x100 metros estilo libre (junto a Ana María Schultz, Cristina Kujath y Eileen Holt)
- 1955: 3º puesto en 4x100 metros combinados (junto a Beatriz Rohde, Vanna Rocco y Eileen Holt)
- 1955: 2º puesto en 200 metros estilo libre[1]

### Juegos olímpicos de 1948
- Relevo 4x100 metros estilo libre:  5ª en la primera serie de la primera ronda con un tiempo de 4:59,5 (9ª de 11 en la clasificación general). Corrió junto a Enriqueta Duarte, Eileen Holt y Adriana Camelli.
- 100 metros estilo espalda: 6º en la tercera serie de la primera ronda con un tiempo de 1:26,9 (22ª de 24 en la clasificación general)